# Joachim Oppenheim
Joachim Heinrich (Ḥayyim) Oppenheim  (Eibenschütz (ma Ivančice) (Morvaország), 1832. szeptember 29. – Berlin, 1891. április 27.) rabbi, író.

## Életpályája és munkássága
Kezdetben édesapjától, Bernhard Oppenheimtól kapott oktatást (aki Eibenschütz rabbija volt), majd a brünni gimnáziumban tanult 1849-1853 között. Ezt követően a bécsi egyetemre járt 1857-ig és a talmudot Lazar Horowitz rabbi tanítása mellett tanulmányozta.
Tanulmányai végeztével 1857-ben lett rabbi Jamnitzban, ahol testvérét követte a szolgálatban, Eibenschützben pedig 1860-tól látta el a rabbi feladatait (miközben névlegesen még mindig az ő édesapja a rabbi).
1868-ban Thornba hívták meg rabbinak.
Ezt a rabbinátust 1891. április 27-éig, Berlinben bekövetkezett haláláig töltötte be. Berlinbe egy műtét miatt utazott.
Feleségétől, Helene Oppenheimtól (1839-1929) 1867-ben született fia, Berthold Oppenheim, olmützi rabbi lett.
Számos korabeli újságban publikált, noha idejének legnagyobb részét a rabbinátusnak szentelte. 
Jelentőségét mutatja, hogy Jacob Neusner a The Modern Study of the Mishnah címmel szerkesztett könyvében már a bevezetőben is szemelvényeket közöl Oppenheim  History of the Mishnah címmel hivatkozott Toledot ha-Mishnah munkájából, és külön fejezetet kapott Oppenheim életének, nézeteinek és érvelési metódusának tárgyalása is (Joel Gereboff tollából).
Önálló kiadásként csak az 1862-ben Bécsben megjelent Das Tal-Gebet ismert tőle, de gyakran jelentek meg tőle írások a zsidó tudományos folyóiratokban elsősorban héber nyelven. Az írásait közreadó folyóiratok számosak:  Zecharias Frankel "Monatsschrift für die Geschichte und Wissenschaft des Judenthums"-ja, S. Sonneschein "Homiletische Monatsschrift"-je, Joseph Isaac Kobak "Jeschurun"-ja, továbbá "Ha-Maggid", "Ha-Karmel", "Ha-Shaḥar", "Bet Talmud", valamint több zsidó újévi könyv.
A Misna összeállításáról szóló történeti munkája, a "Toledot ha-Mishnah", eredetileg a  "Bet Talmud" második kötetében jelent meg, majd külön is Pozsonyban 1882-ben.